# Théodoros Ier d'Éthiopie
Pour les articles homonymes, voir Théodôros et Théodore Ier.
Théodoros Ier (vraisemblablement 1380 - 1414) , roi d'Éthiopie sous le nom de Walda Anbasa de 1413 à 1414, était le fils aîné de David Ier d'Éthiopie, qui avait abdiqué en sa faveur. 
Le Fekkaré-Iyasous (Explication de Jésus), est un ouvrage dans lequel le Christ raconte fictivement aux Apôtres comment se lèvera dans l’Orient un roi nommé Théodore qui rendra la prospérité à l’univers. Mais Théodore Ier meurt après neuf mois de règne.

## Sources
- Hubert Jules Deschamps, (sous la direction). Histoire générale de l'Afrique noire de Madagascar et de ses archipels Tome I : Des origines à 1800. Page 402 P.U.F. Paris (1970).